# Račke, mravlje in čebelice
Račke, mravlje in čebelice so slovenska prekmurska ljudska pravljica. Govori o treh bratih, ki so odšli v svet in se znašli v zakletem gradu. Od tam jih je rešil najmlajši bratec, s pomočjo hvaležnih živali. Zapisala jo je Ana Pinterič iz Borejcev.

## Analiza pravljice
- pripovedovalec: tretjeosebni, vsevedni;
- književne osebe: 
  - trije bratje (glavni lik: najmlajši izmed treh bratov),
  - mravlje, čebelice, račke (hvaležne živali),
  - oče,
  - grajska deklica;
- književni prostor in čas nista znana;
- slogovne značilnosti: 
  - ponavljanje (gredo, gredo; čap, čap),
  - pomanjševalnice (vodica, račke, kljunček, mravljice ...),
  - ukrasni pridevki (prelepa deklica, srebrna banja, zlatokljune račke, bistra vodica ...),
  - personificirane živali;
- motivi:
  - motiv treh bratov,
  - motiv dobrote (deček je dobrega srca in reši tudi svoja brata),
  - motiv hvaležnih živali (živali dečku pomagajo, ker je bil dober do njih),
  - motiv revščine ( bratje gredo po svetu iskat službo);
- konec je srečen.

## Analiza pravljice po Alenki Goljevšček
- izročenost: najmlajšemu bratcu kraljična določi, na kakšen način bo rešil svoja brata z gradu in sicer s tem, da ju okopa v čistem medu;
- selstvo: potovanje, bratje so odšli po svetu;
- zajedalstvo: junak (najmlajši brat) ne pride do srečnega konca s svojim trudom, temveč delo opravijo hvaležne živali.

## Ljudske značilnosti
- avtor ni znan;
- književne osebe niso imenovane;
- narečne besede: ako, dečko, pomoremo, log;
- pravljično število: tri (trije bratje, tri vrste živali);
- borba: dobro – zlo.

## Motivno-tematske povezave
- Motiv treh bratov: Slepi bratec, Grofična z zlatimi lasmi, Olje maldosti, Zlato jabolko.
- Motiv hvaležnih živali: Slepi bratec, Rjava škatlica.
- Motiv revščine: Zviti Martin, O treh grahih.

## Značilnosti vseh pripovedi iz knjige Slepi bratec: Prekmurske ljudske pripovedi
- Izbrane prekmurske ljudske pripovedke in pravljice.
- Avtor ni znan.
- Čutijo se zgodovinski vplivi: 
  - verski (širjenje protestantizma) in
  - izoliranost Prekmurja od ostalih delov Slovenije (narečje se močno razlikuje od slovenskega knjižnega jezika).
- Tematski poudarek na milenarizmu: zaradi dobrote so glavni literarni liki na koncu bogato nagrajeni.
- Pogosto omenjena revščina: junaki gredo po svetu iskat srečo (O treh grahih, Zviti Martin)
- Pogosti motivi: 
  - treh bratov (Račke, mravlje in čebelice, Slepi bratec, Zlato jabolko), tudi treh hčera (Tri revne deklice);
  - hvaležnih živali (Račke, mravlje in čebelice, Slepi bratec, Rjava škatlica);
  - hudiča (Tri revne deklice).
- Slogovne značilnosti: 
  - pomanjševalnice,
  - ponavljanja,
  - ukrasni pridevki,
  - narečne besede,
  - pravljična števila (najpogostejše število tri),
  - potovanje je prestavljeno v sfero čudežnega: ni časovnih ovir, prevelikh razdalj.
- Književne osebe:
  - realne ali fantastične;
  - liki so poimenovani po poklicu, družbenem položaju, običajno predstavljajo isto lastnost (mačeha – zlobna, kraljična – lepa), kadar imajo imena so tipično prekmurska;
  - črno-belo slikanje oseb (hudoben – dober, reven – bogat);
  - personificirani liki: živali, rastline, predmeti;
  - nastopajo vile sojenice, grofi, kralji, zaklete kraljične, dobri starčki in starke, človeku prijazne živali (največkrat petelin, tudi kače), hudobne čarovnice in čarovniki, krvoločni zmaji, razbojniki; Ogri, Romi ...